# Veedon Fleece
| Recensione                        | Giudizio            |
| --------------------------------- | ------------------- |
| AllMusic                          |                     |
| Robert Christgau                  | B+                  |
| The New Rolling Stone Album Guide | [ 3 ]               |
| Sputnikmusic                      | 4.2 (Excellent)     |
| Piero Scaruffi                    | [ 5 ]               |
| Ondarock                          | (disco consigliato) |
| Dizionario del Pop-Rock           | [ 7 ]               |
| 24.000 dischi                     | [ 8 ]               |

Veedon Fleece è l'ottavo album discografico in studio del cantautore britannico Van Morrison, pubblicato nell'ottobre del 1974.

## Tracce

### LP
Lato A (S40,845)
Testi e musiche di Van Morrison.
1. Fair Play – 6:12
2. Linden Arden Stole the Highlights – 2:36
3. Who Was That Masked Man – 2:42
4. Streets of Arklow – 4:32
5. You Don't Pull No Punches, But You Don't Push the River – 8:48

Lato B (S40,846)
Testi e musiche di Van Morrison.
1. Bulbs – 4:15
2. Cul de sac – 5:42
3. Comfort You – 4:21
4. Come Here My Love – 2:18
5. Country Fair – 5:35

### CD
Edizione CD del 2008, pubblicato dalla Exile Productions Ltd. (5308761)
Testi e musiche di Van Morrison.
1. Fair Play – 6:16
2. Linden Arden Stole the Highlights – 2:37
3. Who Was That Masked Man – 2:55
4. Streets of Arklow – 4:23
5. You Don't Pull No Punches, But You Don't Push the River – 8:50
6. Bulbs – 4:19
7. Cul de sac – 5:51
8. Comfort You – 4:25
9. Come Here My Love – 2:21
10. Country Fair – 5:51
11. Twilight Zone – 5:51 – Traccia bonus - Alternative Take
12. Cul de sac – 2:56 – Traccia bonus - Alternative Take

## Formazione
- Van Morrison – voce, chitarra
- Ralph Walsh – chitarra
- John Tropea – chitarra
- David Hayes – basso
- Joe Macho – basso
- Dahaud Shaar – batteria
- Allen Swartzburg – batteria
- Nathan Rubin – strumento ad arco
- Terry Adams – strumento ad arco
- Jim Rothermel – flauto, recorder
- Jack Schroer – sassofono soprano
- Jeff Labes – tastiere
- James Trumbo – tastiere
- Jeff Labes – arrangiamento strumenti ad arco e strumenti a fiato (legni)

Note aggiuntive
- Van Morrison – produttore (per la Caledonia Productions)
- Registrazioni effettuate al Caledonia Studios, California e al Mercury Studios, New York
- Jim Stern, Dahaud Shaar, Jean Shaar e Elvin Campbell – ingegneri delle registrazioni
- Ed Caraeff – art direction copertina album
- Tom Collins – foto copertina album[10]

## Classifica
Album
| Anno | Classifica            | Posizione raggiunta |
| ---- | --------------------- | ------------------- |
| 1974 | Billboard 200         | 53                  |
| 1974 | Official Albums Chart | 41                  |